# Mazda MV-X
Le Mazda MV-X est un concept car du constructeur automobile Japonais Mazda, présenté au salon de Tokyo en 1997.
Il s'agit d'un monospace à six places et à l'allure sportive de type MPV (Multi-Purpose Vehicle).